# Amphizoa lecontei
Amphizoa lecontei is een keversoort uit de familie Amphizoidae. De wetenschappelijke naam van de soort is voor het eerst geldig gepubliceerd in 1872 door Matthews.